# Kiran Bedi
Kiran Bedi (uttal (fil)), född 9 juni 1949 i Amritsar, är en indisk samhällsaktivist och politiker, samt före detta tennisspelare och polis (den första kvinnliga polisen i ledande ställning i Indien). Hon är sedan 2016 viceguvernör i Puducherry.
Bedi verkade under 35 års tid inom det indiska polisväsendet och fångvården, ofta i ledande ställning. Hon har bidragit till flera reformer inom båda sektorerna, vilket gjort henne uppmärksammad både inom landet och internationellt. 2003–2007 hade hon posten som polisrådgivare för FN:s  generalsekreterare, och sedan 2015 har hon varit aktiv inom den indiska politiken.
Den ofta radikala och frispråkiga Bedi har vid flera tillfällen varit i konflikt med sina överordnade, men hon har också fått motta en stor mängd priser. Hennes liv som kvinnlig pionjär har blivit föremål för en mängd skildringar i böcker, film och TV.

## Biografi

### Bakgrund
Kiran föddes in i den välbärgade familjen Peshawaria i Amritsar, då en av de viktigaste städerna i provinsen Punjab i Brittiska Indien. Under uppväxten studerade hon bland annat engelska i Amritsar och statsvetenskap i Chandigarh.
Kiran Peshawaria började spela tennis som nioåring och tillsammans med sina systrar vann hon under åren 1965–1978 ett antal titlar på nationell och delstatlig nivå, inklusive guld i de indiska juniormästerskapen 1966.

### Karriär inom polis och fångvård
1972 inledde Bedi (hon gifte sig det året) sin yrkeskarriär inom den indiska polisen. Det året inledde hon sin polisutbildning på National Academy of Administration i Mussoorie, där hon i sin antagningskull var enda kvinna bland 80 män. Hon kom kom därefter att bland annat tjänstgöra som den första kvinnan i ledande ställning inom den indiska poliskåren.
Polisstudierna avslutades 1975, varefter Bedi tillträdde en tjänst som polisassistent i distriktet Chanakyapui i Delhi; senare kom hon att tjänstgöra i Goa, Chandigarh och Mizoram.
Efter Delhi bytte Bedi tjänstgöringsort till närbelägna West Delhi, som under hennes tid upplevde en minskad andel våldsbrott mot kvinnor. Som tjänsteman inom trafikpolisen deltog hon i trafikarrangemangen i samband med Asiatiska spelen 1982 i Delhi och toppmötet inom Brittiska samväldet 1983 i Goa.
Som distriktschef i North Delhi sjösatte hon en kampanj mot narkotikamissbruk. Kampanjen permanentades senare till Navjyoti Delhi Police Foundation (2007 namnändrad till Navjyoti India Foundation).

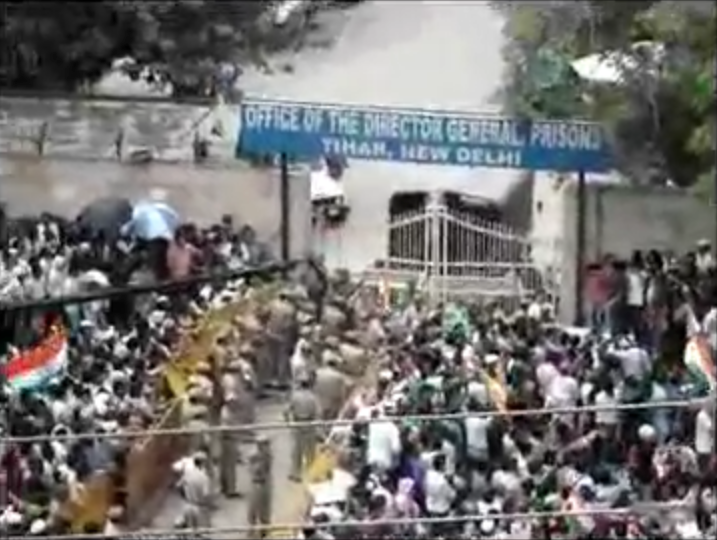
Som generalinspektör för Delhis fängelser införde Bedi reformer på centralfängelset Tihar (bild från demonstration 2011).

1993 tillträdde Bedi på posten som generalinspektör för Delhis fängelser. I den rollen introducerade hon flera fängelsereformer i det stora fängelsekomplexet Tihar väster om Delhi, reformer som uppmärksammades internationellt och 1994 gav henne Filippinernas Magsaysaypris.
Bedi tjänstgjorde inom polisväsendet eller fångvården i 35 års tid, innan hon 2007 pensionerade sig som generaldirektör för Polisens undersöknings- och utvecklingsbyrå.
2003 utnämndes Bedi, som första kvinna, till polisrådgivare för FN:s generalsekreterare, inom FN-avdelningen för fredsbevarande åtgärder. Hon trädde 2007 tillbaka från den rollen, för att kunna ägna mer av sin tid åt samhällsaktivism och sitt skrivande. Bedi har författat ett antal böcker i olika ämnen och driver utöver det stiftelsen India Vision.
Parallellt med sin karriär inom den statliga indiska administrationen genomgick Kiran Bedi flera högre utbildningar. Hon har examen i juridik samt masterexamen i statsvetenskap och doktorerade 1993 i ämnet drogmissbruk och våld inom äktenskapet.

### Aktiviteter under senare år
Åren 2008–2011 var Kiran Bedi värd för rättegångs-TV-serien Aap ki kachehri och var från 2011 en av de ledande aktivisterna i antikorruptionsrörelsen ledd av Anna Hazare.
I januari 2015 blev Bedi medlem i Indiska folkpartiet, och samma år ställde hon upp som partiets kandidat till försteminister i valen till Delhis delstatsparlament. Hon förlorade valet.
Den 22 maj 2016, dagen efter delstatsvalen, utsågs Bedi till viceguvernör i det sydindiska unionsterritoriet Puducherry.

## Privatliv
Kiran Bedi gifte sig 1972 med Brij Bedi. Även han var verksam som samhällsaktivist, bland annat med barn och mot drogmissbruk i Amritsar. Båda makarna var aktiva som tennisspelare, Brij Bedi på universitetsnivå. Brij Bedi avled 2016, efter en tids sjukdom.
Paret Bedi fick dottern Saina tillsammans. Saina Bedi verkar som journalist, och tillsammans med sin make Ruzbeh N Bharucha producerar hon kortfilmer och dokumentärfilmer.

## Betydelse
Kiran Bedi har under sin levnad verkat som aktivist och pionjär inom ett antal olika områden, vilket fått internationell uppmärksamhet och gett henne ett antal utmärkelser. Genom sina ibland oortodoxa metoder för att lösa olika problem – inklusive inom polisväsendet i Mizoram och på det beryktade Tihar-fängelset – har hon fått namnet Indiens järnlady. Tillnamnet "Crane Bedi" tillkom efter att Bedi lät frakta bort premiärminister Indira Gandhis felparkerade bil med hjälp av en lyftkran.
Mer än en gång har Bedi fått byta tjänst, efter att hon kommit i konflikt med sina överordnade. Den "frispråkiga och radikala" Bedi har vid flera tillfällen förbigåtts vid utnämningar eller fråntagits befogenheter i Delhi – bland annat 1983, 1995 och 2007. Hon har under sitt liv fått motta en stor mängd nationella och internationella priser, dock inte de mer rutinmässiga förtjänsttecknen Polismedaljen eller Presidentens polismedalj. 2007 avgick Bedi i förtid från sin tjänst inom polismyndigheten.
Kiran Bedi utsågs 2002 till Indiens mest beundrade person (The Week) och åtta år senare till landets mest betrodda kvinna (Reader's Digest). Hennes liv och bedrifter har blivit föremål för ett flertal biografier, filmer och TV-dokumentärer. Parallellt med sin tjänstgöring inom den statliga administrationen har hon författat en mängd böcker i olika ämnen.

### Böcker av Bedi
Alla böcker nedan är med text på engelska, om inte annat nämns:
- Demand for Swaraj: (1905–1930). ABS. 1985. https://books.google.com/books?id=4P9KNAAACAAJ.
- It's Always Possible: One Woman's Transformation of Tihar Prison. Himalayan Institute Press. 2006. ISBN 978-0-89389-258-6. https://books.google.com/books?id=qIXHHQT4txMC.
  - Översatt till marathi som इट्स ऑलवेज पॉसिबल (ISBN 8177663534)
- Kiran Bedi; Parminder Jeet Singh; Sandeep Srivastava (2001). Government @ Net: New Governance Opportunities for India. SAGE. ISBN 978-0-7619-9569-2. https://books.google.com/books?id=r_uJAAAAMAAJ.
- As I see. Sterling. 2003. ISBN 978-81-207-2938-4. https://books.google.com/books?id=CBu56vOnzLQC.
- Kiran Bedi; T M Dak (2005-01-01). What Went Wrong?…….And Continues. UBSPD. ISBN 978-81-7476-444-7. https://books.google.com/books?id=IyXeomPZp4QC.
  - Översatt till marathi av Leena Sohoni som व्हॉट वेंट रॉंग? (ISBN 8177664700)
- It's Always Possible: One Woman's Transformation of Tihar Prison. Himalayan Institute Press. 2006. ISBN 978-0-89389-258-6. https://books.google.com/books?id=qIXHHQT4txMC.
- (på hindi) गलती किसकी (Galti kiski, 'vem bär skulden'). Diamond. 2006. ISBN 978-81-7182-899-9. https://books.google.com/books?id=NQ_Ne9xkLuYC.
- (på hindi) यह संभव है (Yeha sambhav hai, 'det är möjligt'). Diamond. 2006. ISBN 978-81-288-0466-3. https://books.google.com/books?id=S4fhTbWM-qgC.
- Empowering Women… As I See… by Kiran Bedi. Sterling. 2008. ISBN 978-81-207-9126-8. https://books.google.com/books?id=LTGlJFba5coC.
  - Översatt till marathi av Madhuri Shanbhag som अ‍ॅज आय सी… स्त्रियांचे सक्षमीकरण… (ISBN 8177664875)
- Leadership & Governance… As I See… by Kiran Bedi. Sterling. 2008. ISBN 978-81-207-9168-8. https://books.google.com/books?id=wC-pg7yLNXAC.
  - Översatt till marathi av Madhuri Shanbhag som ऍज आय सी… नेतृत्व आणि प्रशासन… (ISBN 8177664875)
- Indian Police… As I See…. Sterling. 2008. ISBN 978-81-207-3790-7. https://books.google.com/books?id=PoSuX4uG_vcC.
  - Översatt till marathi av Madhuri Shanbhag som अॅज आय सी… भारतीय पोलीस सेवा… (ISBN 8177664875)
- Kiran Bedi; Pavan Choudary (2010). Broom & Groom. Wisdom Village. ISBN 978-93-80710-01-3. https://books.google.com/books?id=mQi2cQAACAAJ.
  - Översatt till hindi som कायदे के फायदे (ISBN 9789380710037)
  - Översatt till marathi som कायदे नेक फायदे अनेक (ISBN 9789380710044)
  - Översatt till gujarathi som આવો આપણે સભ્યતા કેળવીએ (ISBN 9789380710051)
- Be the Change: Fighting Corruption. Sterling. Sid. 2012. ISBN 978-81-207-9174-9. https://books.google.com/books?id=bZEeAgAAQBAJ.
- Dare to Do, for the New Generation. Wisdom Village. 2012. ISBN 9789381431436.
  - Översatt till hindi som िडर बनो (ISBN 9789380710341)
- Kiran Bedi; Pavan Choudary (2013). Uprising 2011: Indians Against Corruption. Wisdom Village Publications. ISBN 978-93-80710-44-0. https://books.google.com/books?id=R-hzmwEACAAJ.
- Dr. Kiran Bedi : Creating Leadership (2016), Diamond Books Publications, ISBN 978 93 51659-78-5
- Himmat Hai Kiran Bedi (2016), Diamond Books Publication, ISBN 978-81-7182-991-0

### Bokbiografier över Bedi
- Parmesh Dangwal (1996) (på punjabi). Panjabi di daler dhi: Kiran Bedi. Abhishek. https://books.google.com/books?id=Tv8EcgAACAAJ.
- Meenakshi Saxena (2000). Kiran Bedi, the Kindly Baton. Books India International. Sid. 232. https://books.google.com/books?id=M5PaAAAAMAAJ.
- Parmesh Dangwal (2004). I Dare!: Kiran Bedi: a Biography. UBS. ISBN 978-81-7476-483-6. https://books.google.com/books?id=4WGf2J2WUTgC.
  - Översatt till singalesiska som Parmesh Dangwal (2004). Man baya nâ. Samayavardhana Pothala. ISBN 978-955-570-325-3. https://books.google.com/books?id=ePK-AAAACAAJ.
- Siddharth Iyer (2012). Kiran Bedi: The Woman of Substance. Diamond. ISBN 978-93-5083-669-9. https://books.google.com/books?id=RS0AAwAAQBAJ.
- Reeta Peshawaria Menon and Anu Peshawaria (2014). Kiran Bedi – Making of Top Cop. Diamond. ISBN 9789351654988. http://www.diamondbook.in/strip/kiran-bedi.html.. En 32-sidig biografi i serieform, skapad av Kiran Bedis systrar Reeta och Anu.

## Film och TV om Bedi
Följande filmer och TV-program är baserade på Kiran Bedis liv:
- Kartavyam (1990), en film med tal på telugu. Den dubbades till tamil som Vyjayanthi IPS. En nyinspelning gjordes med tal på hindi, under titeln Tejaswini.[12]
- Doing Time, Doing Vipassana (1997), som dokumenterar Bedis introduktion av Vipassana-meditation vid Tihar.
- I Gandhis fotspor / In Gandhi's Footsteps: Kiran Bedi's Humanitarian Revolution (2004), en dokumentär av den norske filmskaparen Øystein Rakkenes. Belönad som Bästa dokumentär vid Indo-American Film Festival i Atlanta, 2006.[13]
- Kiran Bedi: Yes Madam, Sir (2008), en dokumentär producerad av australiske filmskaparen Megan Doneman.[14] Filmad under sex års tid, med berättarröst av Helen Mirren och med premiär 2009.[15] Den utsågs till Bästa dokumentär vid Santa Barbara International Film Festival.
- Kannadadda Kiran Bedi (2009), en film med tal på kannada. Malashri spelar huvudrollen, som en fri tolkning av Bedi.
- Carve Your Destiny, en film från 2014 i regi av Anubhav Srivastava och med Bedi.